# Bruzual (Venezuela)
Pour les articles homonymes, voir Bruzual.
Bruzual est une ville du Venezuela, capitale de la paroisse civile d'Urbana Bruzual et chef-lieu de la municipalité de Muñoz dans l'État d'Apure.

## Étymologie
La localité est nommée en l'honneur du militaire et homme d'État vénézuélien Manuel Ezequiel Bruzual (1830-1868).